# Hans Moldenhauer
Hans Moldenhauer, né le 10 avril 1901 à Berlin et mort dans la même ville le 29 décembre 1929, est un joueur de tennis allemand des années 1920.

## Carrière
Hans Moldenhauer a joué pour les clubs berlinois du SV Zehlendorfer Wespen et du LTTC Rot-Weiß. Il est ingénieur de profession.
Il obtient son premier succès significatif en 1926 lorsqu'il remporte le championnat international d'Allemagne à Hambourg en simple et en double mixte avec Cilly Aussem, tournoi qu'il remporte également l'année suivante, lui permettant de figurer à la première place au classement national allemand. En 1928, il s'incline en finale contre son ami et partenaire de double Daniel Prenn.
En mai 1929, il est battu par Henri Cochet en demi-finale du tournoi de Berlin. Ce dernier le bat également en huitième de finale à Roland-Garros peu après (7-5, 4-6, 6-4, 7-5). En double messieurs avec Prenn, il oppose une belle résistance au 3e tour à la paire composée de Jean Borotra et René Lacoste, s'inclinant seulement en cinq sets (2-6, 7-5, 5-7, 6-2, 6-2).
Moldenauer est principalement connu pour son rôle durant la Coupe Davis 1929. Membre de l'équipe d'Allemagne depuis deux ans, il se distingue cette année-là en remportant ses matchs contre l'Italien Umberto de Morpurgo (5-7, 6-3, 6-3, 3-6, 6-2) en quart de finale et surtout contre le Britannique Bunny Austin en finale européenne (6-4, 6-2, 6-3). Lors de la finale interzone contre les Américains, il perd son premier match contre Bill Tilden (6-2, 6-4, 6-4) puis le dernier sans enjeu face à Frank Hunter.
Le 29 décembre, il percute en voiture un tramway à Berlin après avoir tenté de doubler un autre véhicule. Grièvement blessé, tout comme ses trois passagers, il décède peu après son arrivée à l'hôpital. Il est inhumé dans le cimetière sud-ouest de Stahnsdorf.
Le jeu de Hans Moldenhauer se distinguait par son sang-froid, son calme, une certaine nonchalance et une condition physique parfaite qui lui permettait de jouer sans difficulté des rencontres en cinq manches. Il était alors considéré comme faisant partie des 15 meilleurs joueurs mondiaux.

## Palmarès (partiel)

### Titres en simple messieurs
| No | Date       | Nom et lieu du tournoi                       | Catégorie | Surface      | Finaliste       | Score              |  |
| -- | ---------- | -------------------------------------------- | --------- | ------------ | --------------- | ------------------ |  |
| 1  | 11-08-1926 | German International Championships, Hambourg |           | Terre (ext.) | Walter Dessart  | 6–2, 6–2, 6–1      |  |
| 2  | 10-08-1927 | German International Championships, Hambourg |           | Terre (ext.) | Willy Hannemann | 6–2, 4–6, 6–4, 6–4 |  |

### Finale en simple messieurs
| No | Date       | Nom et lieu du tournoi                       | Catégorie | Surface      | Vainqueur    | Score         |  |
| -- | ---------- | -------------------------------------------- | --------- | ------------ | ------------ | ------------- |  |
| 1  | 05-08-1928 | German International Championships, Hambourg |           | Terre (ext.) | Daniel Prenn | 6–1, 6–4, 6–3 |  |

## Parcours dans les tournois duGrand Chelem

### En simple
| Année | Open d'Australie | Open d'Australie | Internationaux de France | Internationaux de France | Wimbledon      | Wimbledon      | US Open | US Open |
| ----- | ---------------- | ---------------- | ------------------------ | ------------------------ | -------------- | -------------- | ------- | ------- |
| 1929  | —                | —                | 1/8 de finale            | Henri Cochet             | 2e tour (1/32) | U. de Morpurgo | —       | —       |

N.B. : à droite du résultat se trouve le nom de l'ultime adversaire.